# Union républicaine
Die Union républicaine war eine französische Parlamentsfraktion, die nach den ersten Parlamentswahlen der Dritten Republik 1871 informell gegründet wurde. Sie wurde von Léon Gambetta zunächst in der Nationalversammlung und später in der Abgeordnetenkammer geführt. Auch im Senat gab es von 1876 bis zum Ende der Dritten Republik eine Fraktion der Union républicaine.

## Geschichte
Zu Beginn, im Februar 1871, versammelte die Gruppe radikale Republikaner, die gegen den Friedensschluss mit dem Deutschen Reich waren. Unter der Führung von Gambetta gehörten ihr Persönlichkeiten wie Louis Blanc, Victor Hugo, Giuseppe Garibaldi, Edgar Quinet, Pierre Waldeck-Rousseau, Émile Littré, Charles Floquet, Georges Clemenceau, Arthur Ranc und Gustave Courbet an.
Nach und nach näherte sich die Fraktion den gemäßigten Republikanern (Républicains modérés) an, was 1876 zur Abspaltung der radikalen Extrême gauche (extreme Linke) führte. Während der Regierung Gambetta (1881–1882) trennte sich René Goblet von der Fraktion und gründete die Gauche radicale (radikale Linke). Nach dem Sturz der Regierung zählte die Fraktion 174 Abgeordnete und entwickelte sich zu einer strukturierten Fraktion. Sie definierte sich als „eine Gruppe unabhängiger Arbeiter, die entschlossen sind, Fragen des Fortschritts und der Reform über alle persönlichen Fragen zu stellen“. Hervé Mangon wurde zum ersten Vorsitzenden gewählt.
Nach den Parlamentswahlen von 1885, die einen starken Rückgang des republikanischen Lagers zugunsten der Rechten brachten, repräsentierten die Union républicaine und die Union démocratique die Républicains modérés („Gemäßigte “oder „Opportunisten“), die auf der linken Seite Konkurrenz von der Extrême gauche und der Gauche radicale erhielten. Um in der Abgeordnetenkammer mehr Gewicht zu haben, schlossen sich die beiden Fraktionen mit der Fraktion des linken Zentrums zur Union des gauches (Union der Linken) zusammen.

### Nachfolge
1894 gründete der Gambettist Gustave Isambert die Union progressiste, die sich als Nachfolgerin der Union républicaine von 1871–1885 verstand.
1905 gründeten Abtrünnige der Fraktion der Républicains progressistes, die sich der systematischen Opposition der Fédération républicaine widersetzten, eine neue Fraktion als Union républicaine. Diese zweite Fraktion blieb auch nach den Parlamentswahlen von 1906 bestehen und zählte bis 1910 etwa 40 Abgeordnete (die parallel in anderen Fraktionen eingeschrieben waren).
Eine dritte Union républicaine wurde 1911 von neuen Abtrünnigen aus dem linken Flügel der républicains progressistes gegründet, die einer Annäherung der Fédération républicaine an die religiös geprägte Rechte feindlich gegenüberstanden. 1914 bildete die Mehrheit ihrer Mitglieder die Gauche démocratique (Demokratische Linke).

## Wahlergebnisse
- 1871: 38 Sitze von 638
- 1876: 67 Sitze von 533[A 2]
- 1877: 73 Sitze von 533[A 3]
- 1881: 204 Sitze von 547
- 1885: –[A 4]
- 1889: –[A 5]

Es ist zu beachten, dass die Zugehörigkeit von Abgeordneten zu parlamentarischen Gruppen (Fraktionen) oft unklar ist; Abgeordnete konnten auch mehreren Gruppen angehören und Gruppenwechsel waren nicht außergewöhnlich.

## Senat
Von 1876 bis 1885 war die Senatsfraktion der Union républicaine das genaue Gegenstück zur gleichnamigen Fraktion in der Kammer. Später wurde sie zur wichtigsten Fraktion der Senatoren der Alliance Démocratique.